# Бланк, Пётр Борисович
Пётр Бори́сович Бланк (13 августа 1821, д. Аннино Липецкого уезда Тамбовской губ.— 25 ноября 1886, Ялта) — российский учёный, статистик, публицист, земский деятель, сын Б. К. Бланка, внук К. И. Бланка, брат Г. Б. Бланка.

## Биография
Дворянин. Землевладелец Липецкого уезда.
Выпускник Санкт-Петербургского университета.
С 1841 года он служил в канцелярии тамбовского гражданского губернатора в должности писца 3-го разряда и в чине коллежского регистратора.
В 1856—1860 годах был членом Лебедянского общества сельского хозяйства.
С 1862 года принимал активное участие в работе Тамбовского губернского по крестьянским делам присутствия.
Состоял действительным членом Тамбовского статистического комитета.
В 1866—1869 годах — липецкий уездный предводитель дворянства.
1866—1871 — Председатель Тамбовской губернской земской управы.
В 1880-х годах он избирался на должность городского головы Липецка. На этом посту он многое сделал для благоустройства города и проведения в жизнь нового городового положения 1870 года, создавшего всесословное общественное управление.
Почётный гражданин города Липецка (1886).
Умер 25 ноября 1886 года в Ялте, похоронен на Евдокиевском кладбище в г. Липецке.

## Литературно-публицистическая деятельность
Придерживался консервативного образа мыслей, более, однако, приближаясь к европейскому, в особенности английскому консерватизму и требуя от правящего класса решительных мер к поднятию умственного уровня народа. 
Венгеров дал следующую характеристику Петру Борисовичу: «В представлении большинства публики он сливается в одно с братом своим Григорием и даже в насмешках и полемических выходках прогрессивной печати 60-х гг. , часто фигурировали „братья Бланки“. На самом деле, однако, Петр Бланк отнюдь не должен быть смешиваем с своим братом, в котором маниловское недомыслие и рабовладельческие инстинкты соединялись в такое симпатичное целое. … Он, действительно, хотел создать русское, руководящее джентри, но по крепостному праву он не вздыхает, вне самоуправления спасения не видит и требует решительных мер для поднятия умственного уровня народа, в чём справедливо видит панацею наших бед».
В 1860—1870 годах активно печатался в столичных газетах «Весть» и «Русский мир», отстаивавших интересы дворянства в пореформенной России, принадлежал к просвещенным русским консерваторам.
Сотрудничал с литературным и общественно-политическим журналом «Русский вестник» М. Н. Каткова.
Петра Борисовича связывали узы дружбы с Н. В. Гоголем.

## Научно-просветительская деятельность
Бланк интересовался разведением разнообразных растений и в своем имении Аннино проводил опыты по акклиматизации растений.
Он разрабатывал и напечатал план издания «Русской флоры», в котором должны были быть описаны различные растения, пригодные для разведения в Средней России. Для неё он собрал сведения о дикорастущих съедобных и технических растениях Средней России, просил в печати присылать ему такие материалы.
Как первый опыт этого рода Бланк написал книжку о среднерусских съедобных грибах. В ней он дал подробное описание более чем 40 видов съедобных грибов, привел их народные названия, способы употребления в пищу, сведения об использовании их в Западной Европе.
Парк, где Петр Борисович, осуществлял свои ботанические опыты, в настоящее время объявлен памятник природы регионального значения.

## Произведения
1. Бланк П. Б. Мысли о свободе. — Санкт-Петербург, 1860. — [2], 8 с.
2. Бланк П. Крестьянские выборы // День. —1861. — № 4.
3. Бланк П. Б. Описание полезных растений, дикорастущих в средней полосе Европейской России / Сост. Петром Бланк д. чл. Ком. акклиматизации. Вып. 1. — Москва : тип. Л. И. Степановой, 1862.
4. Бланк П. Заметка на статью г. Н. Семенова «Освобождение крестьян в России и Пруссии» // Современная летопись. — 1862.— № 44.
5. Бланк П. Б. Примеры инстинктивного стремлениями крестьян к экономической свободе // Современная летопись. — 1865.— № 13.
6. Бланк П. Б. Письмо в редакцию «Московских Ведомостей»// Современная летопись. — 1865.— № 16.
7. Бланк П. Б. Важный вопрос по положению о земских учреждениях // Современная летопись. — 1865.— № 16.
8. Бланк П. Б. О введении формальностей в делах некоторых управ // Современная летопись. — 1865.— № 17.
9. Бланк П. Б. О самостоятельности земских учреждений // Современная летопись. — 1865.— № 21.
10. Бланк П. Письмо в редакцию «Московских ведомостей». Выборные в гласные по Липецкому уезду // Современная летопись. — 1865.— № 26.
11. Бланк П. Неразрешенный вопрос // Земледелие, садоводство и огородничество. — 1865.— № 11. № 12.
12. Бланк П. Куда деваются земские деньги // Современная летопись. — 1866.— № 44.
13. Бланк П. О дворовых людях // Современная летопись. — 1866.— № 25.
14. Бланк П. Земская деятельность в Тамбове // Московские ведомости. — 1869.— № 4.
15. Бланк П. Несколько слов о земских учреждениях // Московские ведомости. — 1869.— № 181.
16. Бланк П. Земские вопросы // Современная летопись. — 1869.— № 45.
17. Бланк П. Вопрос о губернских земских учреждениях // Русский вестник. — 1872. — № 1. —   С. 171 — 201 [8].
18. Бланк П. Б. Круг деятельности наших общественных учреждений по вопросам народного благосостояния// Русский вестник. — 1874. — № 5
19. Бланк П. Б. Чем устранить возможность голода в России // Русский вестник. — 1874. — № 8.
20. Бланк П. Б. Екатерининская комиссия в 1767—1769 // Русский вестник. — 1876. — № 1-6.

## Членство в общественных организациях
- Член Императорского Русского общества акклиматизации животных и растений
- Член Лебедянского общества сельского хозяйства[9]

## Имения и владения
Аннино Липецкого уезда Тамбовской губернии

## Примечание
1. ↑  Памятная книжка Тамбовской губернии на 1879 год / Изд. ГСК. - Тамбов : Тип. губ. правл., 1879.
2. ↑  Двухжилова И. В. Председатели Тамбовской губернской земской управы  (1866–1892 гг.). Архивировано 27 января 2018 года.
3. ↑  Шипов, А. П. Наше земство и наша винно-акцизная система / [Соч.] А. П. Шипова. — Санкт-Петербург : тип. А. М. Котомина, 1870. — 191 с.
4. ↑  Энциклопедический словарь Брокгауза и Ефронаs:ЭСБЕ/Бланк, Петр Борисович
5. ↑  Венгеров, С. А. Крит.-биогр. слов. рус. писателей и учёных / С. А. Венгеров. — СПб., 1892. — Т. 3. — С. 370
6. ↑  Бланк П.Б. Описание полезных растений, дикорастущих в средней полосе Европейской России. — тип. Л.И. Степановой. — Москва, 1862.
7. ↑  Парк в с. Аннино. Дата обращения: 4 сентября 2018. Архивировано 18 ноября 2018 года.
8. ↑  Русский вѣстник. — В.В. Комаров., 1872. — 538 с. Архивировано 28 июля 2017 года.
9. ↑  Обозрение действий Лебедянского общества сельского хозяйства за первое десятилетие с 1847 по 1857 год.  — Москва, 1858. —   106 с. Дата обращения: 31 марта 2018.